# Karin Bettina Friedl
Karin Bettina Friedl (* 1940) ist eine deutsche Amerikanistin.

## Leben
Sie studierte Anglistik, Germanistik und Kunstgeschichte (1971: Promotion in Anglistik (Heidelberg) und Habilitation in Amerikanistik (Tübingen)). Sie lehrte an den Universitäten Heidelberg, Mainz-Germersheim, Mannheim, Tübingen, Stuttgart und Greifswald, 1996 und 2002 als Gastprofessorin am Smith College und von 1993 bis 2005 als Professorin für Amerikanische Literatur und Kultur mit den Schwerpunkten Visual Culture Studies und Gender Studies an der Universität Hamburg. Von 1973 bis 1974 war sie Postdoctoral Fellow an der Yale University. Von 2001 bis 2002 war sie Fellow am Center for the History of American Civilization an der Harvard University.
Ihre Schwerpunkte sind amerikanische Literatur und Malerei, Dokumentarfilm, das Phänomen der Mode und Kleiderkunst im Bereich der amerikanischen Literatur und Kultur.

## Schriften (Auswahl)
- On to Victory. Propaganda Plays of the Woman Suffrage Movement. Boston 1987, ISBN 1-55553-018-4.
- als Herausgeberin mit Alfred Weber: Film und Literatur in Amerika. Darmstadt 1988, ISBN 3-534-09405-0.
- als Herausgeberin: Joseph C. Schöpp. Deciphering the Darkness of the Past. Essays zur amerikanischen Literatur. Trier 1999, ISBN 3-88476-381-4.